# معركة الدردنيل البحرية
معركة الدردنيل البحرية تعرف أيضا باسم معركة إللي البحرية (باليونانية:Ναυμαχία της Έλλης) أو معركة إمروز البحرية (بالتركية:İmroz Deniz Muharebesi) هي معركة بحرية وقعت خارج مضيق الدردنيل بين الأسطول اليوناني والأسطول العثماني في 16 ديسمبر 1912 خلال حرب البلقان الأولى.
قاد الأسطول اليوناني الأميرال بافلوس كونتوريوتيس على متن سفينة القيادة اليونانية «أفيروف» فيما كان الأسطول العثماني بقيادة الكابتن رازم باي، انتهت المعركة بانتصار البحرية اليونانية وانسحاب البحرية العثمانية إلى داخل الدردنيل مما مهد لليونانيين للاستيلاء على جزر ليسبوس وشيوس ولمنوس وساموس.